# 东京电机大学短期大学
东京电机大学短期大学（日语：／ Tokyo Denki Daigaku Tankidaigaku *）是过去一所位于日本东京都千代田区的私立短期大学。

## 概要

### 简介
- 东京电机大学成立于1949年[1]。短期大学为于1950年开办[1]、由学校法人东京电机大学经营。招生到于2000年[2]、停办于2005年[2]。

### 历史
- 1950年 东京电机大学短期大学部成立并同时设置电气科第二部[1]。
- 1956年 东京电机大学短期大学部改校名为东京电机大学短期大学[2]。
- 2000年 招生最后[2]。
- 2005年 今年7月29日正式停办[2]。

## 学校环境
- 校区：在了东京都千代田区[注 1]

## 组织

### 学科
- 电气科第二部

### 专科
| - 没有 |

### 业余课程
| - 没有 |

## 知名校友
- 饭岛勋：前内阁总理大臣秘书

## 相关链接
- 日本短期大学列表
- 东京电机大学